# Підводні човни типу «Нарвал»
Підводні човни типу «Нарвал» — серія підводних човнів, побудованих у 1911—1915 роках у Миколаєві за американським проєктом «Holland-XXXIA» («Голланд-31А»).
За часів національно-визвольних змагань (1917—1919 рр.) підводні човни входили до складу Українських військово-морських сил.

## Історія
12 липня 1907 року імператор Микола II затвердив «малу корабелебудівельну програму», відповідно до якої, окрім будівництва надводних кораблів різних класів, передбачалось будівництво трьох підводних човнів для Чорноморського флоту. До літа 1909 року МГШ розробив основні тактико-технічні елементи майбутніх човнів.
У липні 1909 року Морське міністерство Російської імперії оголосило конкурс на розробку проєкту субмарини для плавання у відкритому морі. 1911 року Невський завод запропонував комісії проєкт «Holland 31A», розроблений американською фірмою Джона Голланда. Проєкт був прийнятий у виробництво.
На кожна субмарину було встановлено по чотири дизельні двигуни (два на вал) американської фірми «New-London» потужністю по 160 к. с.
Будівництво човнів типу «Нарвал» проводилось у Миколаєві філією Невського судномеханічного заводу 1914 року. Окрім американських дизельних двигунів та пневматичного обладнання субмарини отримали німецькі електродвигуни, російське електрообладнання та італійські перископи.
Під час Першої Світової війни активно використовувався для боротьби на ворожих комунікаціях. 1915 — поч. 1917 рр. брали участь у бойових операціях в акваторії Чорного моря, блокувані Босфору, мінних постановках поблизу ворожого узбережжя, атаках на кораблі та інш. Продемонстрували гарні результати.
Після Лютневої революції значно актуалізувався національно-визвольний рух українців на Чорноморському флоті. Провідником українського руху стала рада Української чорноморської громади. У квітні 1917 року майже на всіх кораблях Чорноморської флоти вже існували українські корабельні ради, так само як у сухопутних частинах Севастопольської морської кріпості й повітрофлоті.
Активно діяли українські ради й в Бригаді підводних човнів під командуванням контр-адмірала В'ячеслава Клочковського. Протягом 1917 року моряки-чорноморці активно виступали на підтримку УНР та звертались до Центральної Ради з вимогою рішучих дій по українізації Чорноморського флоту та створенню Українських військово-морських сил.
12 жовтня 1917 року на відзначення українізації трьох кораблів Балтійського флоту: крейсера «Светлана» та ескадрених міноносців «Україна» та «Гайдамак» на всіх кораблях та установах Чорноморського Флоту, в тому числі й на підводних човнах, на один день було піднято національні українські прапори та стеньгові сигнали «Хай живе вільна Україна».
14 січня 1918 року Центральна Рада прийняла «Тимчасовий Закон про український державний флот», відповідно до якого: «Російський Чорноморський флот… проголошується флотом Української Народної Республіки…» та «Українська Народна Республіка переймає на себе всі зобов'язання російського уряду щодо Чорноморського флоту й щодо утримання флоту й портів». Таким чином, юридично підводні човни увійшли до складу Військово-морських сил УНР.
Однак, на початку 1918 року більшовики окупували ненадовго південь України та Севастополь. Проте Брестський мир змусив їх незабаром забратися з України.
Українські прапори на підводних човнах було піднято: «Кашалот» — 10 лютого 1918 року, «Кит» — 8 березня 1918 року, «Нарвал» — 21 березня 1918 року.
У квітні 1918 року, екіпажі всіх підводних човнів, що базувались у Севастополі, відкинули вимогу Раднаркому радянської Росії йти до Новоросійська. Не дозволили підводники вивезти і майно своєї бригади.
22 квітня 1918 року командувач Чорноморського Флоту контр-адмірал Михайло Саблін наказом по флоту оголосив, що «всі судна, портове майно, які знаходяться у портах Криму, є власністю Української Народної Республіки. А тому наказую скрізь, де треба, підняти українські прапори».
29 квітня, за наказом командувача, майже всі кораблі, установи, порти та фортеці Чорноморського флоту підняли український прапор.
Однак вже 30 квітня, через провокацію більшовиків, частина флоту виходить до Новоросійська. В той же час, у Києві, було проголошено створення Українська Держава Української Держави.
Командувачем Чорноморським Флотом було призначено Михайла Остроградського. Всі кораблі (серед них 15 підводних човнів, в тому числі й три типу «Нарвал»), що залишились у Севастополі, увійшли до складу Військово-морських сил Української Держави.
Після проголошення Гетьманату, досить суттєво активізувалась робота по створенню Військово-морського флоту Української Держави. Протягом всього 1918 року уряд Гетьмана Скоропадського приділяв багато уваги побудові міцного військового флоту.
Проте, німецьке командування розцінило вихід частини кораблів до Новоросійська як порушення Берестейського мирної угоди, й тимчасового інтернували всі військові кораблі.

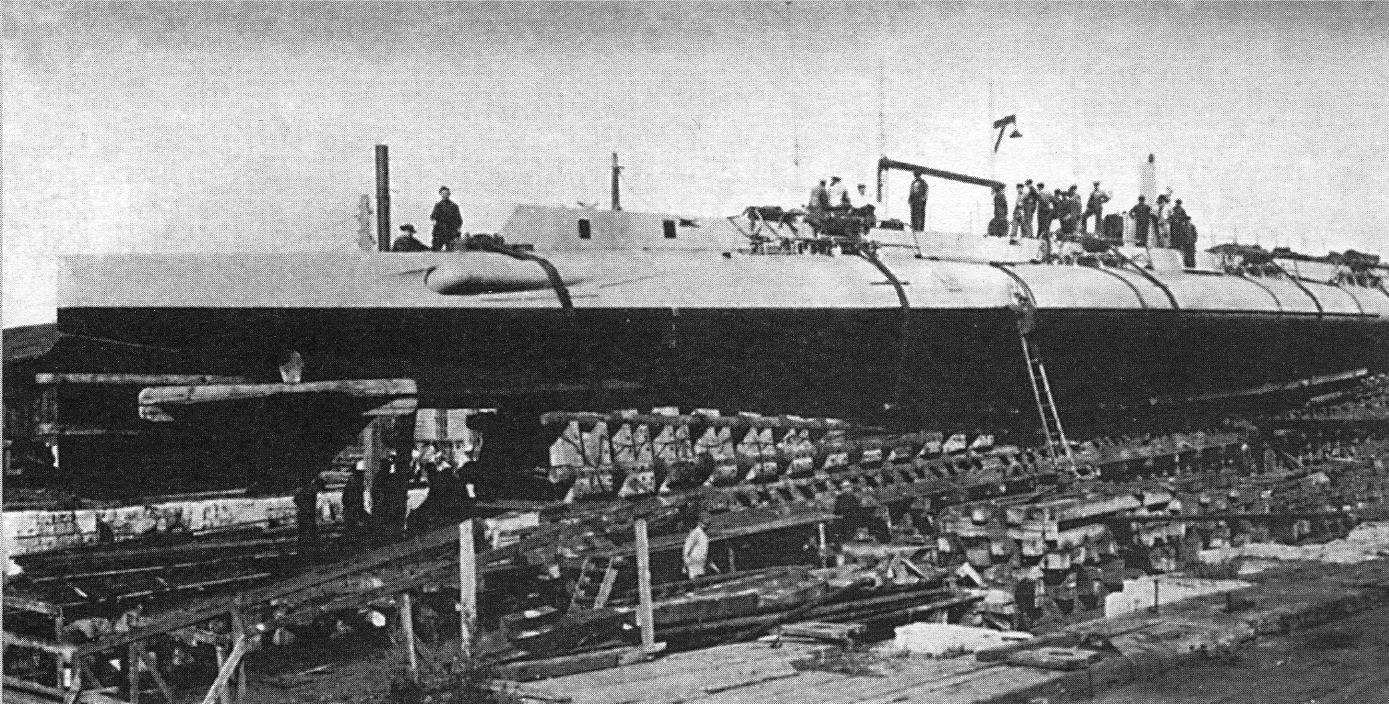
Субмарина «Нарвал», 1918 р.

10 червня 1918 р. на посаду Командувача Чорноморського Флоту та представника Гетьмана у Криму Павло Скоропадський призначив контр-адмірала В'ячеслава Клочковського. В результаті переговорів, на українських кораблях було знову піднято національні прапори, проте вони залишаються під частковим німецьким контролем. Окремо опікувався В. Клочковський долею бригади підводних човнів.
У другій половині серпня 1918 року до Берліна виїхав контр-адмірал Юрій Свірський. Повноваження якого передбачали: ведення переговорів щодо передачі кораблів Чорноморського флоту, як військових так і торговельних, уряду Української держави. До списку військових кораблів які першочергово повинні були перейти під повний український контроль було внесено: дредноут «Воля», крейсер «Кагул», 11 міноносців, всі підводні човни, 7 лінійних кораблів («Св. Пантелеймон», «Св. Євстафій», «Іван Златоустий», « Ростислав», « Три святителя», " Сіноп ", «Юрій Побідоносець»), транспортні та допоміжні судна.
До середини жовтня 1918 року всі кораблі Чорноморського флоту було передано до військово-морських сил Української Держави.
У грудні 1918 року, після антигетьманського перевороту у Києві та окупації півдня України військами Антанти, підводні човни, що базувались у Севастополі, було захоплено англо-французькими «союзниками».
26 квітня 1919 року, за наказом англійського командування, на буксирі катера «Єлизавета» на зовнішній рейд Севастополя було виведено та затоплено 10 підводних човнів колишніх ВМС Української Держави (в тому числі й три субмарини типу «Нарвал»).
1934 року підводний човен «Кит» було піднято більшовиками та розібрано на металобрухт, два інші — залишились на дні.

## Конструкція
Тип «Нарвал» мав двохкорпусну конструкцію майже по всій довжині. Міцний корпус розділявся пласкими перегородками на відсіки. Час занурення становив менше двох хвилин. Це зробило човни типу «Нарвал» першими на імперському флоту човнами здатними на таке швидке занурення.
Ці субмарини мали гарні морехідні показники та відзначались легкістю керування, в тому числі й у вертикальному напрямку під водою.
Основними недоліками цього проєкту були малопотужні дизельні двигуни, у одночасній роботі яких, до того ж, виникало багато проблем.
Загалом, будівництво підводних човнів типу «Нарвал» було важливою віхою у розвитку вітчизняного підводного кораблебудування.

## Представники
| Назва   | Закладено    | Спущено на воду | Введено до ладу | Затонув        |
| ------- | ------------ | --------------- | --------------- | -------------- |
| Нарвал  | грудень 1911 | 11 квітня 1915  | 23 серпня 1915  | 26 квітня 1919 |
| Кит     | грудень 1911 | травень 1915    | 14 жовтня 1915  | 26 квітня 1919 |
| Кашалот | грудень 1911 | 22 серпня 1915  | 13 травня 1916  | 26 квітня 1919 |